# Contemporary Records
Contemporary Records is een in 1951 door Lester Koenig in Los Angeles opgericht jazzlabel, dat zich vooral concentreerde op de westcoast-jazz.

## Geschiedenis
Contemporary werd geïdentificeerd met een stijl van jazz genaamd West Coast-jazz, zoals geïllustreerd door Art Pepper, Chet Baker, Shelly Manne en André Previn. Halverwege de jaren 1960 raakte het bedrijf in relatieve onzekerheid, maar eind jaren 1970 werden er beperkte nieuwe opnamen gemaakt, waaronder een reeks albums van Art Pepper, opgenomen in de Village Vanguard-club in New York. Na de dood van Les Koenig in 1977, werd het label zeven jaar geleid door zijn zoon John, die albums produceerde van George Cables, Joe Farrell, Joe Henderson, Bobby Hutcherson, Peter Erskine en Chico Freeman.
In 1984 werd Contemporary gekocht door Fantasy Records, dat de meeste nummers nieuw bewerkt weer uitbracht (deels bij het sublabel Original Jazz Classics). De meeste hedendaagse nummers werden heruitgegeven door Fantasy. Sommige nummers hebben ook nieuw leven gevonden onder de hedendaagse audiofielen als hoogwaardige lp-remasters van Analogue Productions en andere audiofiele labels. De Fantasy-catalogus, inclusief Contemporary en de bijbehorende labels Good Time Jazz Records, Society for Forgotten Music en Contemporary Composers Series, werd in 2004 verkocht aan Concord Records.
In de loop der jaren hebben een aantal grote figuren in de muziekbusiness voor Contemporary gewerkt. Onder hen waren Nesuhi Ertegun, de executive van Atlantic Records, schrijvers Nat Hentoff en Leonard Feather, producent Joe Boyd, opnametechnicus en studio-ontwerper Howard Holzer en mastering engineer Bernie Grundman.
Tot de publicerende muzikanten behoorden de Lighthouse All Stars, Sonny Rollins (Way Out West (1957) en Sonny Rollins and the Contemporary Leaders, 1958), Ornette Coleman, de Curtis Counce Group (met Harold Land, Jack Sheldon, Carl Perkins en Frank Butler), Art Pepper, Shelly Manne, Hampton Hawes, Barney Kessel, Leroy Vinnegar, Benny Golson, maar ook muzikanten van de mainstream jazz als Benny Carter, Lionel Hampton, Ben Webster en André Previn. Midden jaren 1960 werd het rustiger rond het label. Men bracht echter nog tijdens de jaren 1970 o.a. opnamen uit van Art Pepper uit het Village Vanguard.

## Opnamen
Koenig handhaafde hoge audionormen. Hij huurde in 1956 Roy DuNann van Capitol Records in, die vanuit de verzendkamer van het label die studio werd, enkele van de best klinkende platen van die tijd maakte. DuNann maakte bijna 50 jaar later enkele details bekend van zijn technieken in een stereofiel artikel. Hij zei dat Koenig hem Duitse (Neumann/Telefunken U-47) en Oostenrijkse (AKG C-12) condensatormicrofoons ter beschikking stelde en hij merkte meteen de zeer hoge output op van deze microfoons, vooral close-in op het dynamische spel van jazzmuzikanten. DuNann bereikte zijn kenmerkende geluid helder en gebalanceerd zonder vervorming of onaangename aanwezigheid van pieken door zijn microfoonopstellingen heel eenvoudig te houden (meestal één per muzikant) en het gebruik van voorversterkers ervoor te vermijden.
Hij bouwde een eenvoudig passief mengsysteem dat rechtstreeks de elektronica van zijn Ampex 350 en 351 bandmachines voedde. Ook vertelde DuNann aan Stereophile dat Contemporary-sessies 'droog' werden opgenomen (zonder toegevoegde elektronische echo of in een galmende kamer). Soms, zoals in het geval van Sonny Rollins' Way Out West, werd een plaatgalm-eenheid geplaatst tussen de bandmachine en de lp-schijfsnijdraaibank. Dit is de reden waarom sommige latere lp- en cd-heruitgaven van Contemporary-albums 'droog' en 'dood' klinken in vergelijking met de originele lp's die door DuNann zijn gemasterd.

## Discografie

### Contemporary 3500/7500 series
De serie 3500 (mono)/7500 (stereo) van 12 inch lp's begon in 1955 en liep tot 1961. Contemporary was het eerste jazzlabel dat vanaf 1956 albums in stereo opnam.
| Catalogus | Artiest                                                                                 | Album                                                    |
| --------- | --------------------------------------------------------------------------------------- | -------------------------------------------------------- |
| 3501      | Howard Rumsey's Lighthouse All-Stars                                                    | Sunday Jazz a la Lighthouse, Vol. 1                      |
| 3502      | Lionel Hampton                                                                          | He Swings the Most                                       |
| 3503      | Lennie Niehaus                                                                          | Vol 3: The Octet #2                                      |
| 3504      | Howard Rumsey's Lighthouse All-Stars                                                    | Howard Rumsey's Lighthouse All-Stars Vol. 6              |
| 3505      | Hampton Hawes Trio                                                                      | Hampton Hawes Trio                                       |
| 3506      | Lyle Murphy                                                                             | 12-Tone Compositions and Arrangements by Lyle Murphy     |
| 3507      | Shelly Manne & His Men                                                                  | The West Coast Sound                                     |
| 3508      | Howard Rumsey's Lighthouse All-Stars                                                    | Howard Rumsey's Lighthouse All-Stars Vol. 3              |
| 3509      | Howard Rumsey's Lighthouse All-Stars/Barney Kessel/Hampton Hawes Trio with Shelly Manne | Lighthouse at Laguna                                     |
| 3510      | Lennie Niehaus                                                                          | Vol 4: The Quintets & Strings                            |
| 3511      | Barney Kessel                                                                           | Easy Like                                                |
| 3512      | Barney Kessel                                                                           | Kessel Plays Standards                                   |
| 3513      | Barney Kessel                                                                           | To Swing or Not to Swing                                 |
| 3514      | Duane Tatro                                                                             | Duane Tatro's Jazz for Moderns                           |
| 3515      | Hampton Hawes Trio                                                                      | This Is Hampton Hawes                                    |
| 3516      | Shelly Manne & His Men                                                                  | Swinging Sounds                                          |
| 3517      | Howard Rumsey's Lighthouse All-Stars                                                    | In the Solo Spotlight                                    |
| 3518      | Lennie Niehaus                                                                          | Volume 1: The Quintets                                   |
| 3519      | Shelly Manne & His Men                                                                  | More Swinging Sounds                                     |
| 3520      | Howard Rumsey's Lighthouse All-Stars                                                    | Oboe/Flute                                               |
| 3521      | Barney Kessel                                                                           | Music to Listen to Barney Kessel By                      |
| 3522      | Buddy Collette                                                                          | Man of Many Parts                                        |
| 3523      | Hampton Hawes Trio                                                                      | Everybody Likes Hampton Hawes                            |
| 3524      | Lennie Niehaus                                                                          | Vol 5: The Sextet                                        |
| 3525      | Shelly Manne                                                                            | Shelly Manne & His Friends                               |
| 3526      | Curtis Counce                                                                           | The Curtis Counce Group                                  |
| 3527      | Shelly Manne & His Friends                                                              | My Fair Lady                                             |
| 3528      | Howard Rumsey's Lighthouse All-Stars                                                    | Music for Lighthousekeeping                              |
| 3529      | Jimmy Deuchar                                                                           | Pub Crawling with Jimmy Deuchar                          |
| 3530      | Sonny Rollins                                                                           | Way Out West                                             |
| 3531      | Buddy Collette                                                                          | Nice Day with Buddy Collette                             |
| 3532      | Art Pepper                                                                              | Art Pepper Meets the Rhythm Section                      |
| 3533      | Shelly Manne & His Friends                                                              | Li'l Abner                                               |
| 3534      | Red Norvo                                                                               | Music to Listen to Red Norvo By                          |
| 3535      | Barney Kessel, Shelly Manne and Ray Brown                                               | The Poll Winners                                         |
| 3536      | Shelly Manne & His Men                                                                  | Concerto for Clarinet & Combo                            |
| 3537      | André Previn & Russ Freeman                                                             | Double Play!                                             |
| 3538      | Red Mitchell                                                                            | Presenting Red Mitchell                                  |
| 3539      | Curtis Counce                                                                           | You Get More Bounce with Curtis Counce!                  |
| 3540      | Lennie Niehaus                                                                          | Zounds!                                                  |
| 3541      | Victor Feldman                                                                          | Suite Sixteen                                            |
| 3542      | Leroy Vinnegar                                                                          | Leroy Walks!                                             |
| 3543      | André Previn & His Pals                                                                 | Pal Joey                                                 |
| 3544      | Bob Cooper                                                                              | Coop! The Music of Bob Cooper                            |
| 3545      | Hampton Hawes                                                                           | All Night Session! Vol. 1                                |
| 3546      | Hampton Hawes                                                                           | All Night Session! Vol. 2                                |
| 3547      | Hampton Hawes                                                                           | All Night Session! Vol. 3                                |
| 3548      | André Previn & His Pals                                                                 | Gigi                                                     |
| 3549      | Victor Feldman                                                                          | The Arrival of Victor Feldman                            |
| 3550      | Harold Land                                                                             | Harold in the Land of Jazz                               |
| 3551      | Ornette Coleman                                                                         | Something Else!!!!                                       |
| 3552      | Benny Golson                                                                            | Benny Golson's New York Scene                            |
| 3553      | Hampton Hawes                                                                           | Four!                                                    |
| 3554      | Art Farmer                                                                              | Portrait of Art Farmer                                   |
| 3555      | Benny Carter                                                                            | Jazz Giant                                               |
| 3556      | Barney Kessel, Shelley Manne & Ray Brown                                                | The Poll Winners Ride Again!                             |
| 3557      | Shelly Manne & His Men                                                                  | The Gambit                                               |
| 3558      | André Previn                                                                            | André Previn Plays Songs by Vernon Duke                  |
| 3559      | Shelly Manne & His Friends                                                              | Bells Are Ringing                                        |
| 3560      | Shelly Manne & His Men                                                                  | Shelly Manne & His Men Play Peter Gunn                   |
| 3561      | Benny Carter Quartet                                                                    | Swingin' the '20s                                        |
| 3562      | Cecil Taylor                                                                            | Looking Ahead!                                           |
| 3563      | Barney Kessel                                                                           | Carmen                                                   |
| 3564      | Sonny Rollins                                                                           | Sonny Rollins and the Contemporary Leaders               |
| 3565      | Barney Kessel                                                                           | Some Like It Hot                                         |
| 3566      | Shelly Manne & His Men                                                                  | Son of Gunn!!                                            |
| 3567      | André Previn                                                                            | André Previn Plays Songs by Jerome Kern                  |
| 3568      | Art Pepper                                                                              | Art Pepper + Eleven - Modern Jazz Classics               |
| 3569      | Ornette Coleman                                                                         | Tomorrow Is the Question!                                |
| 3570      | André Previn Jazz Trio                                                                  | King Size!                                               |
| 3571      | Helen Humes                                                                             | 'Tain't Nobody's Biz-Ness If I Do                        |
| 3572      | André Previn & His Pals                                                                 | West Side Story                                          |
| 3573      | Art Pepper                                                                              | Gettin' Together                                         |
| 3574      | Curtis Counce Group                                                                     | Carl's Blues                                             |
| 3575      | André Previn                                                                            | Like Previn!                                             |
| 3576      | Barney Kessel, Shelly Manne & Ray Brown                                                 | Poll Winners Three!                                      |
| 3577      | Shelly Manne & His Men                                                                  | At the Black Hawk 1                                      |
| 3578      | Shelly Manne & His Men                                                                  | At the Black Hawk 2                                      |
| 3579      | Shelly Manne & His Men                                                                  | At the Black Hawk 3                                      |
| 3580      | Shelly Manne & His Men                                                                  | At the Black Hawk 4                                      |
| 3581      | The Poll Winners                                                                        | Exploring the Scene!                                     |
| 3582      | Helen Humes                                                                             | Songs I Like to Sing!                                    |
| 3583      | Teddy Edwards                                                                           | Teddy's Ready!                                           |
| 3584      | Shelly Manne                                                                            | The Three & The Two                                      |
| 3585      | Barney Kessel                                                                           | Workin' Out! with the Barney Kessel Quartet              |
| 3586      | André Previn                                                                            | André Previn Plays Songs by Harold Arlen                 |
| 3587      | Shelly Manne & His Men                                                                  | The Proper Time                                          |
| 3588      | Teddy Edwards and Howard McGhee                                                         | Together Again!!!!                                       |
| 3589      | Hampton Hawes                                                                           | For Real!                                                |
| 3590      | Ruth Price                                                                              | Ruth Price with Shelly Manne & His Men at the Manne-Hole |
| 3591      | Bill Smith                                                                              | Folk Jazz                                                |
| 3592      | Teddy Edwards                                                                           | Good Gravy!                                              |
| 3593/4    | Shelly Manne & His Men                                                                  | Live! Shelly Manne & His Men at the Manne-Hole           |
| 3595      | Gerry Wiggins                                                                           | Relax and Enjoy It!                                      |
| 3596      | Howard McGhee                                                                           | Maggie's Back in Town!!                                  |
| 3597      | Joe Gordon                                                                              | Lookin' Good!                                            |
| 3598      | Helen Humes                                                                             | Swingin' with Humes                                      |
| 3599      | Shelly Manne & His Men                                                                  | Shelly Manne & His Men Play Checkmate                    |

### Contemporary Popular 5000/9000 series
De serie 5000 (mono)/9000 (stereo) van 12 inch lp's begon in 1956 en liep tot 1962.
| Catalogus | Artiest                        | Album                                          |
| --------- | ------------------------------ | ---------------------------------------------- |
| 5001      | Mel Henke                      | Dig Mel Henke                                  |
| 5002      | Claire Austin                  | Claire Austin Sings "When Your Lover Has Gone" |
| 5003      | Mel Henke                      | Now Spin This!                                 |
| 5004      | Pepe Romero                    | !Flamenco Fenomeno!                            |
| 5005      | Victor Feldman                 | Latinsville!                                   |
| 5006      | Shelly Manne and Jack Marshall | Sounds Unheard Of!                             |

### Contemporary 3600/7600 series
De 3600 (mono)/7600 (stereo) serie van 12 inch lp's begon in 1962 en liep tot rond de vroege jaren 1980. Na 3624 waren alle publicaties alleen stereo.
| Catalogus | Artiest                                      | Album                                       |
| --------- | -------------------------------------------- | ------------------------------------------- |
| 3600      | Phineas Newborn Jr.                          | A World of Piano!                           |
| 3601      | Helyne Stewart                               | Love Moods                                  |
| 3602      | Art Pepper                                   | Smack Up                                    |
| 3603      | Barney Kessel                                | Let's Cook!                                 |
| 3604      | Joy Bryan                                    | Make the Man Love Me                        |
| 3605      | Jimmy Woods                                  | Awakening!!                                 |
| 3606      | Teddy Edwards                                | Heart & Soul                                |
| 3607      | Art Pepper                                   | Intensity                                   |
| 3608      | Leroy Vinnegar                               | Leroy Walks Again!!                         |
| 3609      | Shelly Manne                                 | My Son the Jazz Drummer!                    |
| 3610      | Prince Lasha Quintet featuring Sonny Simmons | The Cry!                                    |
| 3611      | Phineas Newborn, Jr.                         | The Great Jazz Piano of Phineas Newborn Jr. |
| 3612      | Jimmy Woods                                  | Conflict                                    |
| 3613      | Barney Kessel                                | Barney Kessel's Swingin' Party              |
| 3614      | Hampton Hawes                                | The Green Leaves of Summer                  |
| 3615      | Phineas Newborn, Jr.                         | The Newborn Touch                           |
| 3616      | Hampton Hawes                                | Here and Now                                |
| 3617      | Prince Lasha and Sonny Simmons               | Firebirds                                   |
| 3618      | Barney Kessel                                | Feeling Free                                |
| 3619      | Harold Land                                  | The Fox                                     |
| 3620      | Elmo Hope                                    | Elmo Hope Trio                              |
| 3621      | Hampton Hawes                                | The Seance                                  |
| 7622      | Phineas Newborn, Jr.                         | Please Send Me Someone to Love              |
| 3623      | Sonny Simmons                                | Rumasuma                                    |
| 3624      | Shelly Manne                                 | Outside                                     |
| 7625/6    | Sonny Simmons                                | Burning Spirits                             |
| 7627/8    | Woody Shaw                                   | Blackstone Legacy                           |
| 7629      | Shelly Manne                                 | Alive in London                             |
| 7630      | Art Pepper                                   | The Way It Was!                             |
| 7631      | Hampton Hawes                                | I'm All Smiles                              |
| 7632      | Woody Shaw                                   | Song of Songs                               |
| 7633      | Art Pepper                                   | Living Legend                               |
| 7634      | Phineas Newborn, Jr.                         | Harlem Blues                                |
| 7635      | The Poll Winners                             | Straight Ahead                              |
| 7636      | Art Farmer                                   | On the Road                                 |
| 7637      | Hampton Hawes                                | Hampton Hawes at the Piano                  |
| 7638      | Art Pepper                                   | The Trip                                    |
| 7639      | Art Pepper                                   | No Limit                                    |
| 7640      | Chico Freeman                                | Beyond the Rain                             |
| 7641      | Ray Brown                                    | Something for Lester                        |
| 7642      | Art Pepper                                   | Thursday Night at the Village Vanguard      |
| 7643      | Art Pepper                                   | Friday Night at the Village Vanguard        |
| 7644      | Art Pepper                                   | Saturday Night at the Village Vanguard      |
| 7645      | Miles Davis and The Lighthouse All-Stars     | At Last!                                    |
| 7646      | Ben Webster                                  | Ben Webster at the Renaissance              |
| 7647      | Terry Gibbs                                  | Dream Band                                  |
| 7648      | Phineas Newborn, Jr.                         | Back Home                                   |
| 7649      | Chet Baker and The Lighthouse All-Stars      | Witch Doctor                                |
| 7650      | Art Pepper                                   | More for Les at the Village Vanguard        |
| 7651      | Sonny Rollins                                | Contemporary Alternate Takes                |
| 7652      | Terry Gibbs Dream Band                       | The Sundown Sessions                        |
| 7653      | Hampton Hawes                                | The Sermon                                  |
| 7654      | Terry Gibbs Dream Band                       | Flying Home                                 |
| 7655      | Curtis Counce                                | Sonority                                    |
| 7656      | Terry Gibbs Dream Band                       | Main Stem                                   |
| 7657      | Terry Gibbs                                  | The Big Cat                                 |
| 7658      | Terry Gibbs Dream Band                       | One More Time                               |

### 14000 series
De 14000-serie begon in 1980 met 12 inch lp's en in 1982 begon men met het uitbrengen op compact disc. Na 1992 waren alle publicaties alleen op cd.
| Catalogus | Artiest                               | Album                                               |
| --------- | ------------------------------------- | --------------------------------------------------- |
| 14001     | George Cables                         | Cables' Vision                                      |
| 14002     | Joe Farrell                           | Sonic Text                                          |
| 14003     | Mike Garson                           | Avant Garson                                        |
| 14004     | Tete Montoliu                         | Lunch in L.A.                                       |
| 14005     | Chico Freeman                         | Peaceful Heart, Gentle Spirit                       |
| 14006     | Joe Henderson                         | Relaxin' at Camarillo                               |
| 14007     | Jay Hoggard                           | Rain Forest                                         |
| 14008     | Chico Freeman                         | Destiny's Dance                                     |
| 14009     | Bobby Hutcherson                      | Solo / Quartet                                      |
| 14010     | Peter Erskine                         | Peter Erskine                                       |
| 14011     | Bill Perkins                          | Journey to the East                                 |
| 14012     | Bud Shank                             | California Concert                                  |
| 14013     | Frank Morgan                          | Easy Living                                         |
| 14014     | George Cables                         | Phantom of the City                                 |
| 14015     | George Cables                         | Circle                                              |
| 14016     | Jimmy Rowles and Red Mitchell         | Jimmy Rowles with the Red Mitchell Trio             |
| 14017     | Bob Cooper and Snooky Young           | In a Mellotone                                      |
| 14018     | Shelley Manne                         | In Zurich                                           |
| 14019     | Bud Shank                             | That Old Feeling                                    |
| 14020     | The Jazztet                           | Back to the City                                    |
| 14021     | Frank Morgan                          | Lament                                              |
| 14022     | Terry Gibbs                           | The Latin Connection                                |
| 14023     | Chris Connor                          | Classic                                             |
| 14024     | Billy Higgins                         | Bridgework                                          |
| 14025     | Joshua Breakstone Quintet             | Echoes                                              |
| 14026     | Frank Morgan Quintet                  | Bebop Lives!                                        |
| 14027     | Bud Shank                             | Bud Shank Quartet at Jazz Alley                     |
| 14028     | Luther Hughes                         | Luther Hughes and Cahoots                           |
| 14029     | Art Farmer                            | Something to Live For: The Music of Billy Strayhorn |
| 14030     | George Cables                         | By George                                           |
| 14031     | Bud Shank                             | Serious Swingers                                    |
| 14032     | Jimmy Rowles                          | I'm Glad There Is You                               |
| 14033     | Barney Kessel                         | Spontaneous Combustion                              |
| 14034     | The Jazztet                           | Real Time                                           |
| 14035     | Frank Morgan & George Cables          | Double Image                                        |
| 14036     | Terry Gibbs and Buddy DeFranco        | Chicago Fire                                        |
| 14037     | Tom Harrell and George Robert         | Sun Dance                                           |
| 14038     | Chris Connor                          | New Again                                           |
| 14039     | Frank Morgan and the McCoy Tyner Trio | Major Changes                                       |
| 14040     | Joshua Breakstone                     | Evening Star                                        |
| 14041     | Kerry Campbell                        | Phoenix Rising                                      |
| 14042     | Art Farmer                            | Blame It On My Youth                                |
| 14043     | Tom Harrell                           | Stories                                             |
| 14044     | Barney Kessell                        | Red Hot & Blue                                      |
| 14045     | Frank Morgan Quartet                  | Yardbird Suite                                      |
| 14046     | Jackie and Roy                        | Full Circle                                         |
| 14047     | Terry Gibbs and Buddy DeFranco        | Holiday for Swing                                   |
| 14048     | Bud Shank                             | Tomorrow's Rainbow                                  |
| 14049     | Carol Sloane                          | Love You Madly                                      |
| 14050     | Joshua Breakstone Quartet             | Self-Portrait in Swing                              |
| 14051     | Rumsey, Howard                        | Jazz Invention                                      |
| 14052     | Frank Morgan Allstars                 | Reflections                                         |
| 14053     | John Campbell                         | After Hours                                         |
| 14054     | Tom Harrell                           | Sail Away                                           |
| 14055     | Art Farmer                            | Ph.D.                                               |
| 14056     | Terry Gibbs and Buddy DeFranco        | Air Mail Special                                    |
| 14057     | Art Farmer and Frank Morgan           | Central Avenue Reunion                              |
| 14058     | Kenny Burrell                         | Guiding Spirit                                      |
| 14059     | Tom Harrell                           | Form                                                |
| 14060     | Carol Sloane                          | The Real Thing                                      |
| 14061     | John Campbell                         | Turning Point                                       |
| 14062     | Joshua Breakstone Trio                | 9 by 3                                              |
| 14063     | Tom Harrell                           | Visions                                             |
| 14064     | Frank Morgan and Bud Shank            | Quiet Fire                                          |
| 14065     | Kenny Burrell                         | Sunup to Sundown                                    |
| 14066     | Terry Gibbs                           | Memories of You                                     |
| 14067     | Terry Gibbs                           | Kings of Swing                                      |
| 14068     | Leroy Vinnegar                        | Walking the Basses                                  |
| 14069     | Celedonio Romero and Celin Romero     | Spanish Guitar Music                                |
| 14070     | Pepe Romero                           | ¡Flamenco Fenomeno!                                 |
| 14071     | Helen Humes                           | 'Deed I Do                                          |
| 14072     | Hampton Hawes                         | Something Special                                   |
| 14073     | Chico Freeman                         | Focus                                               |
| 14074     | Teddy Edwards                         | Back to Avalon                                      |
| 14075     | Melton Mustafa                        | Boiling Point                                       |
| 14076     | Michael Orta                          | Freedom Tower                                       |
| 14077     | Howard Rumsey                         | Mexican Passport                                    |
| 14078     | Terry Myers                           | Soul Mates                                          |
| 14079     | Billy Ross                            | Woody                                               |
| 14080     | Eric Allison                          | Mean Streets Beat                                   |
| 14081     | Dennis Points                         | Images                                              |
| 14082     | Jesse Jones                           | Soul Serenade                                       |
| 14083     | Billy Marcus                          | Hamp                                                |
| 14084     | Lanny Morgan                          | Pacific Standard                                    |
| 14085     | Melton Mustafa                        | St. Louis Blues                                     |
| 14086     | Art Pepper                            | San Francisco Samba                                 |
| 14087     | Tom Ranier                            | In the Still of the Night                           |
| 14088     | Eric Allison                          | After Hours                                         |